# Pakil
Pakil is een gemeente in de Filipijnse provincie Laguna op het eiland Luzon. Bij de laatste census in 2010 telde de gemeente bijna 21 duizend inwoners.

## Geografie

### Bestuurlijke indeling
Pakil is onderverdeeld in de volgende 13 barangays:
| - Banilan - Baño - Burgos - Casa Real - Casinsin - Dorado - Gonzales | - Kabulusan - Matikiw - Rizal - Saray - Taft - Tavera |

## Demografie
Pakil had bij de census van 2010 een inwoneraantal van 20.822 mensen. Dit waren 580 mensen (2,9%) meer dan bij de vorige census van 2007. Ten opzichte van de census van 2000 was het aantal inwoners gegroeid met 2.801 mensen (15,5%). De gemiddelde jaarlijkse groei in die periode kwam daarmee uit op 1,46%, hetgeen lager was dan het landelijk jaarlijks gemiddelde over deze periode (1,90%).

De bevolkingsdichtheid van Pakil was ten tijde van de laatste census, met 20.822 inwoners op 46,5 km², 447,8 mensen per km².

## Geboren in Pakil
- Marcelo Adonay (6 februari 1848), componist en dirigent (overleden 1928).